# Włodki (województwo podlaskie)
Włodki – wieś w Polsce położona w województwie podlaskim, w powiecie kolneńskim, w gminie Mały Płock.
| SIMC    | Nazwa     | Rodzaj    |
| ------- | --------- | --------- |
| 0401584 | Gródź     | część wsi |
| 0401590 | Na Górach | część wsi |

Wierni kościoła rzymskokatolickiego należą do parafii Znalezienia Krzyża Świętego w Małym Płocku.

## Historia
W 1422 roku Włodek z Partniewa założył w Łosiowej Przystani nad rzeką Czetną wieś Włodki. W 1578 r. we wsi Włodki było 5 części, 14 łanów, 1 zagrodnik (Paw.). W 1827 r. było w tej wsi 40 dymów (gospodarstw) i 293 mieszkańców. W latach 1921–1939 wieś leżała w województwie białostockim, w powiecie kolneńskim (od 1932 w powiecie łomżyńskim), w gminie Rogienice.
Według Powszechnego Spisu Ludności z 1921 roku wieś zamieszkiwało 249 osób, 240 było wyznania rzymskokatolickiego a 9 mojżeszowego. Jednocześnie 249 mieszkańców zadeklarowało polską przynależność narodową. Były tu 49 budynki mieszkalne. Miejscowość należała do parafii rzymskokatolickiej w m. Mały Płock. Podlegała pod Sąd Grodzki w Stawiskach i Okręgowy w Łomży; właściwy urząd pocztowy mieścił się w m. Mały Płock.
W latach 1975–1998 miejscowość należała administracyjnie do województwa łomżyńskiego.